# Sándor Szabó (attore)
Sándor Szabó (Budapest, 25 aprile 1915 – Budapest, 12 novembre 1997) è stato un attore ungherese.
È apparso in oltre 80 film e produzioni televisive, in gran parte ungheresi.

## Filmografia parziale

### Cinema
- Primo peccato (Dreamboat), regia di Claude Binyon (1952), non accreditato
- Il demone dell'isola (Hell's Island), regia di Phil Karlson (1955)
- Topaz, regia di Alfred Hitchcock (1969)
- Barbablù (Bluebeard), regia di Edward Dmytryk (1972)
- Ungheresi (Magyarok), regia di Zoltán Fábri (1978)
- Due donne un erede (Örökség), regia di Márta Mészáros (1980)
- Tentazione di Venere (Meeting Venus), regia di István Szabó (1991)

### Televisione
- Bonanza - serie TV, episodio 10x11 (1968)